# Vogel (Familienname)
Vogel ist ein deutscher Familienname.

## Herkunft des Namens
Vogel war der mittelhochdeutsche Übername für einen Vogelfänger oder -händler; übertragen auch für einen sangesfrohen, beschwingten Menschen.

## Häufigkeit
Der Familienname Vogel liegt in Deutschland bei der Häufigkeit an 51. Stelle der Liste der häufigsten Familiennamen in Deutschland. Der Name hat über Auswanderung auch außerhalb Deutschlands Verbreitung gefunden. Er ist in Österreich, in der Schweiz, in den Niederlanden (1694×) und in Belgien (184×) häufig anzutreffen.

## Varianten
- Vogl[1]
- Vögel[2]
- Fogel[3]

## Namensträger

### A
- Adelheid Vogel (* 1956), deutsche Opernsängerin
- Adolf Vogel (Maler) (1895–1959), deutscher Maler, Grafiker und Hochschullehrer
- Adolf Vogel (Sänger) (1897–1969), deutsch-österreichischer Sänger (Bassbariton)
- Adolph Friedrich Vogel (1748–1785), deutscher Gynäkologe und Chirurg
- Agnes Debrit-Vogel (1892–1974), Chronistin der schweizerischen Frauenbewegung
- Albert Vogel (1814–1886), deutscher Holzstecher, siehe Johann Philipp Albert Vogel
- Albert Vogel (Schauspieler) (Louis Albert Vogel; 1874–1933), niederländischer Schauspieler und Publizist
- Albert Vogel (Ingenieur) (Ernst Albert Vogel; 1888–1969), deutscher Ingenieur, Erfinder und Baubeamter
- Albert Vogel (Pädagoge) (Albert U. Vogel; 1940–2021), deutscher Behindertenpädagoge
- Alex Vogel (* 1999), Schweizer Radsportler
- Alexander Vogel (1698–1756), deutscher Geistlicher und Abt
- Alexander von Vogel (* 1975), deutscher Politiker, Staatsrat
- Alfred Vogel (Mediziner) (1829–1890), deutscher Pädiater und Hochschullehrer
- Alfred Vogel (Jurist) (1875–1938), Ministerialbeamter
- Alfred Vogel (Sänger) (1897–1969), deutscher Opernsänger
- Alfred Vogel (Unternehmer) (1902–1996), Schweizer Heilpraktiker und Pharma-Unternehmer
- Alfred Vogel (General) (1930–2019), deutscher NVA-General
- Alfred Vogel (Musiker) (* 1972), österreichischer Musiker
- Allan Vogel (* 1944), US-amerikanischer Oboist und Musikpädagoge
- Alois Vogel (Theologe) (1800–1865), deutscher Theologe
- Alois Vogel (Schriftsteller) (1922–2005), österreichischer Schriftsteller
- Amos Vogel (1921–2012), US-amerikanischer Filmkritiker österreichischer Herkunft
- Andrea Vogel (1958–2021), Schweizer Extremsportler und Bergsteiger
- Andreas Vogel (Maler) (1588–1638), deutscher Maler der Renaissance
- Andreas Vogel (Geophysiker) (* 1929), deutscher Geophysiker und Hochschullehrer
- Andreas Vogel (Liedermacher) (* 1952), deutscher Liedermacher
- Andreas Vogel (Presseforscher) (* 1960), deutscher Kommunikationswissenschaftler und Presseforscher
- Anna Vogel (Fotografin) (* 1981), deutsche Fotografin
- Anna-Katharina Vogel (* 1996), deutsche Vielseitigkeitsreiterin
- Annette Vogel (* 1963), deutsche Kunsthistorikerin und Kuratorin
- Ansgar Otto Vogel (1933–2015), deutscher Jurist
- Antje Vogel-Sperl (* 1956), deutsche Politikerin (Bündnis 90/Die Grünen)
- Anthony Vogel (* 1964), kanadischer Eishockeyspieler
- Anton Vogel (1913–1971), österreichischer Ringer
- Anton von Vogel (?–1822), österreichischer Generalmajor
- Arthur Vogel (Verleger) (1868–1962), deutscher Handelsmann und Verleger
- Arthur Anton Vogel (1924–2012), US-amerikanischer Bischof
- Arthur Gustav Vogel (1889–1958), deutscher Verleger, siehe Vogel Business Media
- Artur K. Vogel (* 1953), Schweizer Journalist
- Arwed Vogel (* 1965), deutscher Schriftsteller, Dozent für kreatives Schreiben und Kulturfunktionär
- Atef Vogel (* 1977), deutscher Judoka, Schauspieler und Choreograf
- August Vogel (Agrarwissenschaftler) (1817–1889), deutscher Agrarchemiker
- August Vogel (Bildhauer) (1859–1932), deutscher Bildhauer und Medailleur
- August Vogel (Architekt) (1927–2015), deutscher Architekt
- August Ludwig Vogel (1812–nach 1872), württembergischer Verwaltungsbeamter
- Axel Vogel (* 1956), deutscher Politiker (Bündnis 90/Die Grünen)

### B
- Barbara Vogel, Pseudonym von Marta Karlweis (1889–1965), österreichische Schriftstellerin
- Barbara Vogel (Sängerin) (* 1939), deutsche Opernsängerin (Sopran)
- Barbara Vogel (Historikerin) (* 1940), deutsche Historikerin
- Beatrix Vogel (* 1945), deutsche Philosophin
- Benedict Christian Vogel (1745–1825), deutscher Mediziner und Botaniker
- Bernd Vogel (1948–2013), deutscher Fußballspieler
- Bernhard Vogel (Kupferstecher) (1683–1737), deutscher Kupferstecher
- Bernhard Vogel (Komponist) (Adolph Bernhard Vogel; 1847–1898), deutscher Komponist und Musikschriftsteller
- Bernhard Vogel (Politiker, 1882) (1882–1959), deutscher Politiker (CDU)
- Bernhard Vogel (Politiker, 1913) (1913–2000), österreichischer Politiker (SPÖ)
- Bernhard Vogel (1932–2025), deutscher Politiker (CDU), Ministerpräsident von Rheinland-Pfalz und Thüringen
- Bernhard Vogel (Maler) (* 1961), österreichischer Maler
- Bertha Vogel (1847–nach 1914), deutsche Lehrerin und Schriftstellerin
- Berthold Vogel (* 1963), deutscher Soziologe
- Bianca Vogel (* 1961), deutscher Dressurreiterin
- Birgit Vogel-Heuser (* 1961), deutsche Informatikerin
- Bodo Martin Vogel (1900–1954), deutscher Schriftsteller und Journalist
- Bonifaz Vogel (1912–2004), deutscher Benediktinermönch
- Bruno Vogel (1898–1987), deutscher Schriftsteller
- Burkhard Vogel (* 1964), deutscher Biologe und politischer Beamter (Bündnis 90/Die Grünen)

### C
- C. Wolfgang Vogel (* 1946), deutscher Verwaltungsjurist
- Carl Vogel (Mediziner) (1798–1864), deutscher Arzt
- Carl Vogel (Kartograf) (1828–1897), deutscher Kartograf
- Carl Vogel (Fabrikant) (1850–1911), Schweizer Papierfabrikant
- Carl Vogel (Politiker) (1879–1968), deutscher Pfarrer und Politiker (Zentrum), MdL Hohenzollernsche Lande
- Carl Vogel (Kunstsammler) (1923–2006), deutscher Kunstsammler
- Carl Adolf Vogel (1906–1993), deutscher Unternehmer
- Carl Christian Vogel von Vogelstein (1788–1868), deutscher Maler
- Carola Vogel (* 1966), deutsche Ägyptologin
- Catherine Vogel (* 1981), deutsche Moderatorin
- Christa Vogel (1943–2005), deutsche Übersetzerin
- Christa Frieda Vogel (* 1960), deutsche Fotografin
- Christel Vogel (* 1959), deutsche Politikerin (CDU)
- Christian Vogel (Anthropologe) (1933–1994), deutscher Anthropologe
- Christian Vogel (Historiker) (* 1940), deutscher Historiker
- Christian Vogel (Politiker) (* 1969), deutscher Politiker
- Christian Vogel (Journalist) (* 1981), deutscher Journalist und Regisseur
- Christian Daniel Vogel (1789–1852), deutscher Historiker und Topograf
- Christian Georg Karl Vogel (1760–1819), deutscher Diener von Johann Wolfgang von Goethe, siehe Goethes Diener
- Christian Leberecht Vogel (1759–1816), deutscher Maler
- Christiane Vogel (1926–2006), deutsche Schriftstellerin
- Christine Vogel (* 1973), deutsche Historikerin
- Christoph Vogel (1554–1608), deutscher Pfarrer und Topograf
- Claus Vogel (1933–2012), deutscher Indologe und Tibetologe
- Claus Vogel (Mediziner) (* 1945), deutscher HNO-Arzt und Medizinfunktionär
- Corinna Vogel (* 1968), deutsche Musik- und Tanzpädagogin und Hochschullehrerin
- Cornelia Johanna de Vogel (1905–1986), niederländische Philosophiehistorikerin und Theologin
- Cristian Vogel (* 1972), britischer Musikproduzent
- Cyril John Vogel (1905–1979), US-amerikanischer Geistlicher, Bischof von Salina
- Cyrille Vogel (1919–1982), französischer Liturgiewissenschaftler

### D
- Dan Vogel (* 1955), US-amerikanischer Wissenschaftler der über das Mormonentum forscht
- Darlene Vogel (* 1962), US-amerikanische Filmschauspielerin
- David Vogel (1891–1944), belarussischer Autor
- David Vogel (Architekt) (1744–1808), Schweizer Architekt, Architekturtheoretiker und Politiker
- Debora Vogel (1900–1942), polnische Philosophin und Dichterin
- Derek Vogel (* 1974), US-amerikanisch/deutscher Basketballspieler
- Dieter Vogel (Journalist) (* 1931), deutscher Journalist und Regierungssprecher
- Dieter Vogel (Fußballspieler) (* 1940), deutscher Fußballspieler
- Dieter Vogel (Agent) (1942–1982), Doppelagent (CIA und Staatssicherheit)
- Dieter H. Vogel (* 1941), deutscher Industriemanager
- Dirk Vogel (Pfarrer) (* 1966), deutscher evangelischer Pfarrer und Autor
- Dirk Vogel (Basketballspieler) (* 1969), deutscher Basketballspieler
- Dirk Vogel (Politiker) (* 1977), deutscher Politiker, Oberbürgermeister von Bad Kissingen

### E
- Eberhard Vogel (* 1943), deutscher Fußballspieler und -trainer
- Eduard Vogel (Politiker) (1804–1868), deutscher Politiker
- Eduard Vogel (1829–1856), deutscher Afrikaforscher
- Eduard Vogel (Tiermediziner) (1831–1919), deutscher Veterinärmediziner
- Eduard Vogel von Falckenstein (1797–1885), deutscher General
- Eduard Ferdinand de Vogel (* 1942), niederländischer Botaniker
- Egon Vogel (1908–1993), deutscher Schauspieler
- Elfriede Luise Vogel (* 1922), deutsche Malerin, Grafikerin und Bildhauerin
- Éliane Vogel-Polsky (1926–2015), belgische Anwältin und Hochschullehrerin
- Elias Vogel (um 1528–1596), deutscher Beamter und Politiker, Bürgermeister von Dresden
- Elisabeth Vogel (* 1969), österreichische Moderatorin
- Elise Vogel (1895–nach 1943), lettische Schachspielerin
- Ellinor Vogel (1913–1965), deutsche Schauspielerin
- Emanuel Vogel (1927–2011), deutscher Chemiker und Hochschullehrer
- Emanuel Hugo Vogel (1875–1946), österreichischer Wirtschaftswissenschaftler
- Emil Vogel (Musikwissenschaftler) (1859–1908), deutscher Musikwissenschaftler
- Emil Vogel (General) (1894–1985), deutscher General
- Emil Ferdinand Vogel (1801–1852), deutscher Jurist, Philologe und Rechtshistoriker in Leipzig
- Emily Vogel (* 1998), deutsche Handballspielerin
- Erhard Friedrich Vogel (1750–1823), deutscher Pfarrer
- Éric Vogel (* 1970), französischer Fußballspieler
- Erich Vogel (Widerstandskämpfer) (1895–1943), deutscher Widerstandskämpfer
- Erich Vogel (Fussballtrainer) (* 1939), Schweizer Fußballtrainer und Manager
- Erika Vogel (1907–1998), deutsche Journalistin und Politikerin
- Ernst Vogel (Politiker) (1810–1879), deutscher Lehrer und Abgeordneter
- Ernst Vogel (Industrieller) (1871–1948), österreichischer Industrieller
- Ernst Vogel (Maler) (1894–1970), deutscher Maler
- Ernst Vogel (Rechtswissenschaftler) (1918–1988), deutscher Rechtswissenschaftler, Kanzler der TU Braunschweig
- Ernst Vogel (Komponist) (1926–1990), österreichischer Komponist, Industrieller und Rennfahrer
- Ernst Gustav Vogel (1797–1874), deutscher Hauslehrer, Bibliograf und Sekretär der Königlichen Öffentlichen Bibliothek in Dresden
- Ezra F. Vogel (1930–2020), US-amerikanischer Asienkundler

### F
- F. Rudolf Vogel (1849–1926), deutscher Architekt und Architekturschriftsteller
- Fabian Vogel (* 1995), deutscher Trampolinturner
- Felix Vogel (1928–2002), deutscher Fußballspieler und -trainer
- Florian Vogel (Dramaturg) (* 1974), deutscher Dramaturg
- Florian Vogel (Koch) (* 1981), deutscher Koch
- Florian Vogel (Radsportler) (* 1982), Schweizer Mountainbiker
- Florian Vogel (Schwimmer) (* 1994), deutscher Schwimmsportler
- Frank Vogel (Regisseur) (1929–1999), deutscher Regisseur und Drehbuchautor
- Frank Vogel (Maler) (* 1944), deutscher Maler
- Frank Vogel (Politiker) (* 1957), deutscher Kommunalpolitiker
- Frank Vogel (Fußballspieler) (* 1963), deutscher Fußballspieler und -trainer
- Frank Vogel (Basketballtrainer) (* 1973), US-amerikanischer Basketballtrainer
- Frank Vogel (Musiker), Landesposaunenwart in Hessen-Nassau
- Franz Vogel (Priester) (1850–1926), deutscher katholischer Priester
- Franz Vogel (Bildhauer), österreichischer Bildhauer
- Franz Vogel (Sänger) (1865–1938), deutscher Opernsänger
- Franz Vogel (Filmproduzent) (1883–1956), deutscher Filmproduzent
- Franz Vogel (Gartenarchitekt, 1906) (1906–1989), Schweizer Gartenarchitekt
- Franz Vogel (Gartenarchitekt, 1934) (Franz Vogel jun.; 1934–2018), Schweizer Gartenarchitekt
- Franz Anton Vogel (1720–1777), deutscher Stuckateur der Wessobrunner Schule
- Franz Joseph Vogel († 1756), deutscher Stuckateur
- Friedemann Vogel (Tänzer) (* 1979), deutscher Tänzer
- Friedemann Vogel (Linguist) (* 1983), deutscher Linguist und Hochschullehrer
- Friederike Vogel (1850–?), deutsche Malerin
- Friedhart Vogel (* 1941), deutscher Geistlicher
- Friedhold Vogel (1937–2006), deutscher Pastor, Prediger und Schriftsteller
- Friedrich von Vogel (General, 1775) (1775–1846), deutscher Generalmajor
- Friedrich Vogel (Politiker, 1790) (1790–1848), deutscher Politiker, MdL Baden
- Friedrich Vogel (Schweizer Verleger) (1804–1855), Schweizer Verleger
- Friedrich Vogel (Gerber) (Frederick Vogel; 1823–1892), US-amerikanischer Gerber und Unternehmer
- Friedrich von Vogel (General, 1828) (1828–1889), deutscher Generalleutnant
- Friedrich Vogel (Kupferstecher) (1829–1895), deutscher Kupferstecher
- Friedrich Vogel (Philologe) (1856–1945), deutscher Klassischer Philologe und Lehrer
- Friedrich Vogel (Politiker, 1862) (1862–1923), österreichischer Jurist und Politiker, Bürgermeister von Klosterneuburg
- Friedrich Vogel (Verleger) (1902–1976), deutscher Verleger
- Friedrich Vogel (Maler) (1903–1981), deutscher Maler und Grafiker
- Friedrich Vogel (Mediziner) (1925–2006), deutscher Humangenetiker
- Friedrich Vogel (Politiker, 1929) (1929–2005), deutscher Politiker (CDU)
- Friedrich Vogel (Statistiker) (1937–2011), deutscher Statistiker
- Friedrich Carl Vogel (1806–1865), deutscher Lithograf und Fotograf
- Friedrich Christian Vogel (1800–1882), deutscher Pfarrer, Schriftsteller, Dichter und Politiker
- Friedrich Christian Wilhelm Vogel (1776–1842), deutscher Buchhändler und Verleger
- Frits Vogel (1931–2015), niederländischer Künstler
- Fritz Vogel (Unternehmer) (1869–1952), deutscher Fabrikant und Kommerzienrat
- Fritz Vogel (Maler) (* 1956), österreichischer Maler und Zeichner
- Fritz Franz Vogel (* 1957), Schweizer Kulturwissenschaftler

### G
- Gaston Vogel (1937–2024), luxemburgischer Anwalt und Autor
- Georg von Vogel (1796–1855), deutscher Verwaltungsbeamter und Politiker, MdL Baden
- Georg Vogel (Pfarrer) (Pseudonym Hans von Bergen; 1847–1919), deutscher Pfarrer und Schriftsteller
- Georg Vogel (Gesangspädagoge), deutscher Gesangspädagoge
- Georg Vogel (Politiker, II), deutscher Soldat und Politiker, MdL Bayern
- Georg Vogel (Beamter) (1893–1961), deutscher Beamter, Hafendirektor von Heilbronn
- Georg Vogel (Diplomat) (1903–1992), deutscher Diplomat
- Georg Vogel (Mediziner) (1946–2019), deutscher Internist und Hochschullehrer
- Georg Vogel (Musiker) (* 1988), österreichischer Jazzmusiker
- Georg Friedrich Vogel (1926–2007), deutscher Staatsanwalt
- Georg Johann Ludwig Vogel (1742–1776), deutscher Orientalist und Theologe
- Georg Joseph Vogel (1790–1856), deutscher Richter und Politiker, MdL Hessen
- Georg Konrad Vogel (1901–1970), deutscher Brauer und Verbandsfunktionär
- Georg Wilhelm Vogel (1743–1813), deutscher Jurist und Politiker, Bürgermeister von Jena
- Gerd-Helge Vogel (* 1951), deutscher Kunsthistoriker, Privatdozent und Gastprofessor für Kunstgeschichte
- Gerhard Vogel (Heimatforscher) (1895–1987), deutscher Maler, Heimatforscher und Chronist
- Gerhard Vogel (Schriftsteller) (1921–2012), deutscher Schriftsteller
- Gerhard Vogel (Sozialwissenschaftler) (1944–2022), österreichischer Wirtschafts- und Sozialwissenschaftler
- Gerhard Franz Vogel (1892–1956), deutscher Postbeamter und Kommunalpolitiker
- Gernot Vogel (* 1963), deutscher Herpetologe
- Grete Vogel (Margarethe Vogel; 1891–1970), deutsche Politikerin
- Günter Vogel (Biologe) (* 1930), deutscher Biologe, Lehrer und Sachbuchautor
- Günter Vogel (Mediziner) (1934–2011), deutscher Mediziner und Hochschullehrer
- Gunther Vogel (1929–1988), deutscher Maler und Zeichner
- Gustav Vogel (Politiker) (1810–1868), deutscher Kaufmann und Politiker
- Gustav L. Vogel (Gustav Lukas Vogel; 1914–1986), deutscher Mediziner, Psychiater und Theologe

### H
- Hal Vogel (* 1971), britischer Film- und Fernsehproduzent
- Hannes Vogel (1938–2023), Schweizer Objekt- und Videokünstler, Maler
- Hanns Vogel (1912–2005), deutscher Schriftsteller, Dramaturg und Theaterleiter
- Hans Vogel (Brauer) (1852–1939), deutscher Brauwissenschaftler
- Hans Vogel (Unternehmer) (Hans Hermann Vogel; 1867–1941), deutscher Unternehmer
- Hans Vogel (Politiker, 1881) (1881–1945), deutscher Politiker (SPD), MdR
- Hans Vogel (Politiker, 1883) (1883–1950), Schweizer Journalist, Redakteur und Politiker
- Hans Vogel (Politiker, 1887) (1887–1955), deutscher Politiker (NSDAP), Polizeipräsident und SA-Führer
- Hans Vogel (Kunsthistoriker) (1897–1973), deutscher Kunsthistoriker
- Hans Vogel (Architekt) (1900–1941), deutscher Architekt
- Hans Vogel (Parasitologe) (1900–1980), deutscher Parasitologe
- Hans Christoph Vogel (* 1942), deutscher Sozialwissenschaftler, Managementtrainer und Hochschullehrer
- Hans-Dieter Vogel (1933–2021), deutscher politischer Beamter
- Hans-Georg Vogel (1910–1994), deutscher Fußballspieler und -trainer
- Hans-Jochen Vogel (1926–2020), deutscher Politiker (SPD)
- Hans-Jochen Vogel (Pfarrer) (1943–2005), deutscher Studentenpfarrer
- Hansjörg Vogel (* 1951), Schweizer Theologe und Geistlicher, Bischof von Basel
- Hans-Josef Vogel (* 1956), deutscher Politiker (CDU)
- Hans Rüdiger Vogel (1935–2023), deutscher Pharmafunktionär
- Hans Theodor Vogel (1926–2021), deutscher Autor, Musikwissenschaftler
- Hans Ulrich Vogel (Sinologe) (* 1954), Schweizer Sinologe und Hochschullehrer
- Hans Ulrich Vogel-Saluzzi (1823–1893), Schweizer Papierfabrikant
- Harald Vogel (* 1941), deutscher Organist
- Hartmut Vogel (1936–1991), deutscher Beamter
- Heidi Vogel (* 1951), deutsche Malerin und Grafikerin
- Heidi Vogel (Sängerin) (* ≈1977), britische Sängerin
- Heiko Vogel (* 1975), deutscher Fußballtrainer
- Heiner Vogel (1925–2014), deutscher Grafiker und Holzstecher sowie Autor
- Heinrich Vogel (Schauspieler) (1772–1843), deutscher Schauspieler
- Heinrich Vogel (Kirchenvorsteher) (1803–1885), Gewürz- und Materialwarenhändler, Leiter des Land- und Bauregisters der Marktkirche in Hannover
- Heinrich Vogel (Maler, 1818) (1818–1904), deutscher Maler
- Heinrich Vogel (Unternehmer) (1844–1911), deutscher Unternehmer
- Heinrich Vogel (Politiker, 1856) (1856–1934), deutscher Bergbaumanager und Politiker (NLP)
- Heinrich Vogel (Schriftsteller) (1879–1960), deutscher Lehrer und Schriftsteller
- Heinrich Vogel (SS-Mitglied) (1901–1958), deutscher Agrarwissenschaftler und SS-Führer
- Heinrich Vogel (Maler, 1901) (1901–1982), deutscher Maler und bildender Künstler
- Heinrich Vogel (Theologe) (1902–1989), deutscher Theologe
- Heinrich Vogel (Verleger) (1907–nach 1986), deutscher Verleger
- Heinrich Vogel (Politiker, 1912) (1912–1997), deutscher Politiker (CSU)
- Heinrich Vogel (Philosoph) (1932–1977), deutscher Philosoph
- Heinrich Vogel (Wirtschaftswissenschaftler) (1937–2014), deutscher Wirtschafts- und Politikwissenschaftler
- Heinrich Vogel-Saluzzi (1822–1893), Schweizer Fabrikant
- Heinrich August von Vogel (1778–1867), deutscher Arzt und Chemiker
- Heinrich Otto Vogel (1898–1994), deutscher Architekt
- Heinz Vogel (1898–1977), deutscher Maler
- Heinz Vogel (Journalist) (1922–1994), deutscher Sportjournalist
- Heinz-Günther Vogel (1932–2014), deutscher Kaufmann
- Helmut Vogel (Komponist) (1925–1999), deutscher Komponist, Pianist und Hochschullehrer
- Helmut Vogel (Physiker) (1929–1997), deutscher Physiker
- Helmut Vogel (Schauspieler) (* 1943), österreichischer Schauspieler und Regisseur
- Helmut Vogel (Regionalwissenschaftler) (* 1946), deutscher Regionalwissenschaftler und Hochschullehrer
- Henriette Vogel (1780–1811), deutsche Freundin von Heinrich von Kleist
- Herbert Vogel (1922–2012), US-amerikanischer Philanthrop
- Herbert Vogel (Chemiker) (* 1951), deutscher Hochschullehrer
- Hermann Vogel (Kunsthändler) (1824–1904), deutscher Kunsthändler und Fotograf
- Hermann Vogel (Maler, 1854) (1854–1921), deutscher Maler und Illustrator
- Hermann Vogel (Maler, 1856) (1856–1918), deutsch-französischer Maler und Illustrator
- Hermann Vogel (Politiker) (1892–nach 1945), deutscher Landrat
- Hermann Vogel (Agrarwissenschaftler) (1895–1974), deutscher Tiermediziner
- Hermann Vogel (Apotheker) (* 1934), deutscher Apotheker
- Hermann Vogel (Mediziner) (1942–2018), deutscher Radiologe und Rechtsmediziner
- Hermann Erbe-Vogel (1907–1976), deutscher Maler
- Hermann Carl Vogel (1841–1907), deutscher Astrophysiker
- Hermann Wilhelm Vogel (1834–1898), deutscher Fotochemiker
- Hertha Vogel-Voll (1898–1975), deutsche Autorin
- Holm Vogel (* 1939), deutscher Organist und Kirchenmusiker
- Horst Vogel (1931–2023), deutscher Generalmajor
- Hugo Vogel (1855–1934), deutscher Maler
- Hugo Vogel (Fußballspieler) (* 2004), französischer Fußballspieler

### I
- Ilse-Margret Vogel (1914–2001), deutsch-US-amerikanische Schriftstellerin
- Immo Vogel (* 1943), deutscher Fernsehjournalist
- Ina Vogel, Ehename von Ina Peuten (* 1942), deutsche Badmintonspielerin
- Ingo Vogel (Politiker, I), deutscher Gewerkschafter und Politiker, MdV
- Ingo Vogel (Autor) (* 1963), deutscher Autor
- Ingo Vogel (Politiker, 1976) (* 1976), deutscher Politiker (SPD), MdB

### J
- Jakob Leonhard Vogel (1694–1781), deutscher Chirurg, siehe Jakob Leonhard Vogel
- Jacob Leonhard Vogel (Theologe) (Jakob Leonhard Vogel; 1729–1798), deutscher Geistlicher
- Jakob Vogel (Landschreiber) († 1562), Glarner Politiker
- Jakob Vogel (Dichter) (1816–1899), Schweizer Dichter und Druckereibesitzer
- Jakob Vogel (Historiker, 1832) (auch Johann Jakob Vogel; 1832–1864), Schweizer Historiker
- Jakob Vogel (Historiker, 1963) (* 1963), deutscher Historiker
- Jakob Leonhard Vogel (1694–1781), deutscher Chirurg
- Jakob Leonhard Vogel (1729–1798), deutscher Geistlicher, siehe Jacob Leonhard Vogel (Theologe)
- Janka Vogel (* 1988), deutsche Rumänistin
- Jean Philippe Vogel (1871–1958), niederländischer Indologe
- Jeanne Schwyzer-Vogel (1870–1944), Schweizer Frauenrechtlerin
- Jephté Vogel (* 2002), Schweizer Leichtathlet
- Jesko Vogel (1974–2021), deutscher Politiker (Freie Wähler, SPD)
- Joachim Vogel (Fußballspieler) (1931–1984), deutscher Fußballspieler
- Joachim Vogel (Diplomat) (* 1936), deutscher Diplomat
- Joachim Vogel (Radsportler) (* 1954), deutscher Radsportler
- Joachim Vogel (Jurist) (1963–2013), deutscher Jurist
- Jochen Vogel (* 1964), deutscher Harfenist
- Joe Vogel (Basketballspieler) (Joseph Vogel; * 1973), US-amerikanisch-libanesischer Basketballspieler
- Johann Vogel (Dichter) (1589–1663), deutscher Dichter und Hochschullehrer
- Johann von Vogel (1798–1870), deutscher Jurist und Politiker
- Johann Vogel (1881–1945), deutscher Politiker (SPD), siehe Hans Vogel (Politiker, 1881)
- Johann Vogel (Fussballspieler) (* 1977), Schweizer Fußballspieler
- Johann Anton von Vogel (1743–1800), österreichischer Staatsbeamter
- Johann Christoph Vogel (1756–1788), deutscher Komponist
- Johann Conrad Vogel (1656–1721), deutscher Orgelbauer
- Johann Georg Vogel (Mediziner), deutscher Mediziner
- Johann Georg Vogel (Geistlicher) (1739–1826), deutscher evangelischer Geistlicher und Bienenzüchter
- Johann Heinrich Vogel (Sänger) (um 1670–nach 1726), deutscher Opernsänger (Tenor)
- Johann Heinrich Vogel (Ingenieur) (1671–1753), Schweizer Ingenieur und Offizier
- Johann Heinrich Vogel (Chemiker) (1862–1930), deutscher Chemiker, Agrikulturchemiker und Hochschullehrer
- Johann Jakob Vogel (Historiker) (1660–1729), deutscher Theologe und Historiker
- Johann Jakob Vogel (Stuckateur) (1661–1727), deutscher Stuckateur
- Johann Jakob Vogel (1832–1864), Schweizer Historiker, siehe Jakob Vogel (Historiker, 1832)
- Johann Karl Christoph Vogel (1795–1862), deutscher Theologe und Pädagoge
- Johann Konrad Vogel (1796–1883), deutsch-österreichischer Zuckerbäcker
- Johann Nicolaus von Vogel (1686–1760), österreichischer Staatsbeamter und Bibliograph
- Johann Peter Vogel (1932–2023), deutscher Jurist
- Johann Philipp Albert Vogel (1814–1886), deutscher Holzschneider
- Johann Rudolf Vogel (1810–1891), Schweizer Politiker
- Johann Wilhelm Vogel (1657–1723), deutscher Bergbaubeamter und Reiseschriftsteller
- Johannes Vogel (Dichter) (1589–1663), deutscher Theologe und Lyriker
- Johannes Vogel (Geistlicher) (1873–1933), deutscher Geistlicher
- Johannes Vogel (Sportpädagoge) (1875–1955), deutscher Sportpädagoge
- Johannes Vogel (Schriftsteller) (1895–1962), deutscher Schriftsteller
- Johannes Vogel (Diplomat) (1928–2017), deutscher Diplomat
- Johannes Vogel (Elektroingenieur) (1929–2016), deutscher Elektroingenieur und Hochschullehrer
- Johannes Vogel (Botaniker) (* 1963), deutscher Botaniker und Museumsdirektor
- Johannes Vogel (Musiker) (* 1967), österreichischer Musiker und Komponist
- Johannes Vogel (Politiker) (* 1982), deutscher Politiker (FDP)
- Johannes Vogel (Abenteurer) (* 1984), deutscher Abenteurer, Survivalausbilder und Autor
- Johannes Vogel (Triathlet) (* 1996), deutscher Triathlet
- Jörg Vogel (* 1967), deutscher Biologe
- Josef Vogel (Politiker) (1893–1982), deutscher Politiker (CDU)
- Josef Vogel (Prälat) (1906–1997), deutscher Prälat
- Josef Vogel (Skilangläufer) (* 1952), österreichischer Skilangläufer
- Julian Vogel (* 1985), deutscher Filmemacher
- Juliane Vogel (* 1959), deutsche Germanistin, Literaturwissenschaftlerin und Hochschullehrerin
- Julius Vogel (Mediziner) (1814–1880), deutscher Pathologischer Anatom
- Julius Vogel (1835–1899), neuseeländischer Politiker
- Julius Vogel (Kunsthistoriker) (1862–1927), deutscher Kunsthistoriker
- Julius Vogel (Maler) (1878–1943), deutscher Maler und Architekt
- Julius Vogel (Politiker) (1888–nach 1933), deutscher Politiker (DNVP)
- Julius Rudolph Theodor Vogel (1812–1841), deutscher Botaniker
- Jürgen Vogel (Entomologe) (* 1939), deutscher Entomologe
- Jürgen Vogel (Politiker) (1941–2013), deutscher Politiker (SPD) und Bürgerkomiteevorsitzender
- Jürgen Vogel (* 1968), deutscher Schauspieler
- Jutta Vogel, Geburtsname von Jutta Rosenow (1957–1986), deutsche Badmintonspielerin

### K
- Kai Vogel (* 1968), deutscher Politiker (SPD)
- Karl Vogel (Politiker, 1821) (1821–1896), deutscher Politiker (DRP), MdR
- Karl Vogel (Politiker, 1834) (1834–1909), deutscher Politiker (NLP), MdL Baden
- Karl Vogel (Politiker, 1856) (1856–1935), deutscher Politiker (DDP, DtVP, FVP), MdL Baden
- Karl Vogel (Politiker, 1863) (1863–1931), deutscher Politiker (FVP), MdL Baden
- Karl Vogel (Politiker, 1925) (1925–2004), deutscher Politiker (SED)
- Karl Vogel (Skisportler), deutscher Skispringer und Nordischer Kombinierer
- Karl Friedrich Otto Vogel (1812–1851), deutscher Holzschneider
- Karlheinz Vogel (1913–1995), deutscher Sportjournalist
- Karl-Heinz Vogel (Offizier) (* 1924), deutscher Offizier des MfS
- Karl Theodor Vogel (1914–2007), deutscher Zeitschriftenverleger
- Karsten Vogel (* 1943), dänischer Musiker
- Katrin Vogel (* 1964), deutsche Politikerin
- Kerstin Vogel (Autorin) (* 1977), deutsche Schriftstellerin und Drehbuchautorin
- Kerstin Vogel (* 1985), deutsche Schwimmerin
- Klaus Vogel (Rechtswissenschaftler) (1930–2007), deutscher Rechtswissenschaftler
- Klaus Vogel (Badminton) (* 1939), deutscher Badmintonspieler
- Klaus Vogel (Kapitän) (* 1956), deutscher Historiker und Kapitän
- Klaus Vogel (Museumsleiter) (* 1956), deutscher Museumsdirektor
- Klaus-Dieter Vogel (1942–2021), deutscher Kunstmaler
- Klaus-Peter Vogel (* 1931), deutscher Paläontologe
- Kristina Vogel (* 1990), deutsche Radsportlerin
- Kurt Vogel (Mathematikhistoriker) (1888–1985), deutscher Mathematikhistoriker
- Kurt Vogel (Offizier) (1889–1967), deutscher Offizier, Beteiligter am Mord an Rosa Luxemburg
- Kurt Vogel (Politiker), deutscher Politiker (SPD), MdL Sachsen
- Kurt Vogel (General, 1908) (1908–2003), deutscher Brigadegeneral
- Kurt Vogel (General, 1910) (1910–1995), deutscher Generalmajor der Volkspolizei

### L
- Leonhard Vogel (1863–1942), deutscher Veterinärmediziner
- Lise Vogel (* 1938), US-amerikanische Soziologin und politische Aktivistin und Autorin
- Liselotte Vogel (1927–2024), deutsche Germanistin
- Loden Vogel (1920–2011), holländischer Mediziner, Psychotherapeut und überlebender Zeitzeuge des Holocaust, siehe Louis Tas
- Lorenz Vogel (1846–1902), deutscher Maler
- Lucien Vogel (1886–1954), französischer Kunstverleger und Journalist
- Ludwig Vogel (1788–1879), Schweizer Maler
- Ludwig Vogel (Maler, 1810) (1810–1870), deutscher Maler
- Ludwig Vogel (Verleger) (1900–1982), deutscher Verleger
- Ludwig Vogel (Priester) (1920–2014), deutscher Priester
- Luise Vogel (1897–1993), deutsche Deutschlehrerin, Dichterin und Essayistin
- Lukas R. Vogel (1959–2016), Schweizer Maler
- Lutz Vogel (* 1949), deutscher Politiker, Oberbürgermeister von Dresden

### M
- Magda Vogel (* 1955), Schweizer Sängerin
- Magdalena Vogel (1932–2009), Schweizer Schriftstellerin
- Maike Rosa Vogel (* 1978), deutsche Liedermacherin
- Maja von Vogel (* 1973), deutsche Kinderbuchautorin und Übersetzerin
- Manfred Vogel (Künstler) (1946–2008), deutscher Maler, Zeichner und Grafiker
- Manfred Vogel (Fußballspieler) (* 1947), deutscher Fußballspieler
- Manuel Vogel (* 1964), deutscher evangelischer Theologe
- Marc Vogel (* 1981), Schweizer Skispringer
- Marcel Vogel (* 1937), Schweizer Biathlet
- Mareike Vogel (* 1986), deutsche Handballspielerin
- Margarethe Vogel, eigentlicher Name von Grete Vogel (1891–1970), deutsche Politikerin (SPD)
- Maria Elisabeth Vogel (1746–1810), deutsche Malerin
- Marianne Vogel (* 1958), niederländische Schriftstellerin, Germanistin und Übersetzerin
- Marko Vogel (* 1966), deutscher Poolbillardspieler
- Markus Vogel (* 1984), Schweizer Skirennläufer
- Martin Vogel (Mediziner, 1887) (1887–1947), deutscher Mediziner und Hygieniker
- Martin Vogel (Musikwissenschaftler) (1923–2007), deutscher Musikwissenschaftler und Hochschullehrer
- Martin Vogel (Mediziner, 1935) (1935–2019), deutscher Augenarzt
- Martin Vogel (Rechtswissenschaftler) (* 1947), deutscher Rechtswissenschaftler und Richter
- Martin Vogel (Puppenspieler) (* 1968), deutscher Puppenspieler, Schauspieler und Regisseur
- Martin Vogel (Volleyballspieler) (* 1972), deutscher Volleyballspieler
- Martin Vogel (Leichtathlet) (* 1992), deutscher Leichtathlet
- Martin Christian Vogel (* 1951), deutscher Sänger (Tenor) und Hochschullehrer
- Mary Paravicini-Vogel (1912–2002), Schweizer Politikerin (LdU), Frauenrechtlerin, Natur- und Tierschützerin
- Matthäus Vogel (Theologe) (auch Orneus; 1519–1591), deutscher Theologe
- Matthäus Vogel (Jesuit) (auch Mathias Vogel; 1695–1766), deutscher Ordensgeistlicher, Schriftsteller und Missionar
- Matthew Haynes Vogel (* 1957), US-amerikanischer Schwimmer
- Matthias Vogel (Philosoph) (* 1960), deutscher Philosoph, Musikwissenschaftler und Hochschullehrer
- Matthias Vogel (Zeichner) (* 1967/1968), deutscher Grafiker und Comiczeichner
- Max Vogel (Politiker) (1856–1933), deutscher Jurist und Politiker
- Max Vogel (Maler) (1871–1939), deutscher Maler
- Max Vogel (SA-Mitglied) (Maximilian Vogel; 1908–1934), deutscher SA-Führer
- Max Werner Vogel (1930–1995), deutscher Psychologe, Autor und Herausgeber
- Maximilian Vogel von Falckenstein (1839–1917), deutscher General
- Mélanie Vogel (* 1985), französische Politikerin
- Michael Vogel (* 1967), deutscher Wirtschaftswissenschaftler
- Mikael Vogel (* 1975), deutscher Schriftsteller und Übersetzer
- Mike Vogel (* 1979), US-amerikanischer Schauspieler
- Mitch Vogel (* 1956), US-amerikanischer Schauspieler
- Monika Augustin-Vogel (* 1981), Schweizer Leichtathletin
- Moritz Vogel (1846–1922), deutscher Organist, Komponist, Musikpädagoge und Musikkritiker

### N
- Nadja Vogel (Schauspielerin) (* 1984), österreichische Schauspielerin
- Nadja Vogel (Skirennfahrerin) (* 1990), Schweizer Skisportlerin
- Nic Vogel (* 1967), deutscher Politiker (AfD)
- Nicholas Vogel (* 1990), US-amerikanischer Volleyballspieler
- Nicole Vogel (* 1958), deutsche Journalistin, Lektorin und Sängerin christlicher Popmusik
- Niklas Vogel (16. Jahrh.), Nürnberger Meistersinger
- Nikolai Vogel (* 1971), deutscher Schriftsteller
- Nikolas Vogel (1967–1991), österreichischer Schauspieler, Fotograf, Kriegsreporter sowie Kriegsopfer
- Norbert Vogel (* 1949), deutscher Erziehungswissenschaftler, Pädagoge und Hochschullehrer
- Norbert Vogel (Fotograf) (1944–2023), deutscher Fotograf

### O
- Ottmar-Wolfram Vogel (1945–2021), deutscher Fagottist und Komponist
- Otto Vogel (Schriftsteller) (1838–1914), deutscher Gymnasialdirektor und Schriftsteller
- Otto Vogel (Politiker) (Otto Adolf Heinrich Vogel; 1894–1983), deutscher Politiker, Fabrikant und Kaufmann

### P
- Patric U. B. Vogel, Sachbuchautor
- Patrick Vogel (Architekt) (* 1952), Schweizer Architekt
- Patrick Vogel (Sänger) (* 1982), deutscher Opernsänger
- Paul Vogel (Politiker, 1812) (1812–1860), deutscher Politiker, MdL Württemberg
- Paul Vogel (Politiker, 1845) (1845–1930), deutscher Politiker (NLP, DVP), MdL Sachsen
- Paul Vogel (Pädagoge, 1856) (1856–1911), deutscher Klassischer Philologe und Pädagoge
- Paul Vogel (Pädagoge, 1877) (1877–1960), deutscher Lehrer und Lehrerausbildner
- Paul Vogel (Kameramann) (1899–1975), US-amerikanischer Kameramann
- Paul Vogel (Mediziner) (1900–1979), deutscher Neurologe und Hochschullehrer
- Paul Vogel (Musiker) (Paul Vogel-Chabus; 1903–1932), Schweizer Organist und Musiklehrer
- Paul Ignaz Vogel (* 1939), Schweizer Publizist
- Paul Joachim Siegmund Vogel (1753–1834), deutscher Theologe
- Paul Stefan Vogel (1925–2015), deutscher Botaniker
- Paula Vogel (* 1951), US-amerikanische Schriftstellerin und Hochschullehrerin
- Peter Vogel (Maler, 1802) (1802–1836), deutscher Maler
- Peter Vogel (Forschungsreisender) (1856–1915), deutscher Mathematiker und Forschungsreisender
- Peter Vogel (Schauspieler) (1937–1978), deutsch-österreichischer Schauspieler
- Peter Vogel (Objektkünstler) (1937–2017), deutscher Objektkünstler
- Peter Vogel (Regisseur) (* 1938), deutscher Regisseur
- Peter Vogel (Maler, 1939) (* 1939), deutscher Maler und Zeichner
- Peter Vogel (Radsportler) (* 1939), Schweizer Radsportler
- Peter Vogel (Zoologe) (1942–2015), Schweizer Zoologe
- Peter Vogel (Pädagoge) (* 1947), deutscher Pädagoge
- Peter Vogel (Fußballspieler) (* 1952), deutscher Fußballspieler
- Peter Vogel (Computerdesigner) (* 1954), australischer Computerdesigner von Fairlight CMI
- Peter Vogel (Maler, 1960) (Künstlername Pevo; * 1960), deutscher Kämmerer, Autor, Maler und Illustrator
- Peter Vogel (Tennisspieler) (* 1970), deutscher Tennisspieler
- Petr Vogel (auch Peter Vogel; * 1937), tschechisch-US-amerikanischer Physiker
- Philipp Vogel (* 1981), deutscher Koch
- Philipp J. N. Vogel (1969–2015), deutscher Manager
- Pia Berger-Vogel (* 1969), Schweizer Rudersportlerin
- Pierre Vogel (Zeichner) (* 1938), Schweizer Zeichner
- Pierre Vogel (Mathematiker) (* 1945), französischer Mathematiker
- Pierre Vogel  (* 1978), deutscher Salafismusprediger
- Plazidus Vogel (1871–1943), deutscher Ordensgeistlicher, Abt von Münsterschwarzach

### R
- Ralf Vogel (Linguist) (* 1965), deutscher Sprachwissenschaftler
- Ralf Vogel (Anwalt) (* 1973), deutscher Anwalt und Fernsehdarsteller
- Ralph Vogel (* 1966), deutscher Fußballspieler
- Raphaela Vogel (* 1988), deutsche Künstlerin
- Regina Hoffmann-Vogel (* 1973), deutsche Physikerin und Hochschullehrerin
- Remigius Vogel (1792–1867), Mitglied der Frankfurter Nationalversammlung
- Rémy Vogel (1960–2016), französischer Fußballspieler
- Renate Vogel (* 1955), deutsche Schwimmerin
- Renate Vogel (Politikerin) (* 1947), deutsche Politikerin (SPD)
- Renate Vogel-Stelling (* 1942), deutsche Malerin
- Richard Vogel (Architekt) (1852–1933), deutscher Architekt und Hochschullehrer
- Richard Vogel (Zoologe)  (1881–1955), deutscher Zoologe
- Richard Vogel (Pädagoge)  (1886–1955), deutscher Lehrer und Pädagoge
- Richard Vogel (Tennisspieler)  (* 1964), tschechischer Tennisspieler
- Richard Vogel (Reiter)  (* 1997), deutscher Springreiter
- Richard Herda-Vogel (1900–1965), deutscher Maler und Grafiker
- Richard Karl-Heinz Vogel (1926–1999), deutscher Rechtsanwalt und Notar
- Rick Vogel (* 1977), deutscher Ökonom
- Robert Vogel (Blindenaktivist) (1909–2001), österreichischer Blindenaktivist
- Robert Vogel (Politiker) (1919–2008), deutscher Politiker (FDP)
- Robert Vogel (Schauspieler) (1949–1989), US-amerikanischer Schauspieler
- Roger Vogel (* 1949), Schweizer Maler und Radierer
- Roland Vogel (* 1951), deutscher Fußballspieler
- Rolf Vogel (Journalist) (1921–1994), deutscher Journalist
- Rolf Vogel (Bergingenieur) (1922–2017), deutscher Bergingenieur
- Roven Vogel (* 2000), deutscher Schachmeister
- Rudi F. Vogel (* 1955), deutscher Biochemiker
- Rudolf Vogel (Verbandsfunktionär), deutscher Jurist und Verbandsfunktionär
- Rudolf Vogel (Politiker, 1860) (1860–1927), deutscher Politiker, Bürgermeister von Rheinfelden (Baden)
- Rudolf Vogel (Materialforscher) (1882–1970), deutscher Materialforscher und Metallograf
- Rudolf Vogel (Widerstandskämpfer), deutscher Widerstandskämpfer
- Rudolf Vogel (Schauspieler) (1900–1967), deutscher Schauspieler
- Rudolf Vogel (Politiker, 1906) (1906–1991), deutscher Politiker (CDU)
- Rudolf Vogel (Kameramann), deutscher Kameramann
- Rudolf Vogel (Politiker, 1947) (* 1947), Schweizer Boxer und Politiker (SVP)
- Rudolf Vogel (Maler) (Künstlername VOKA; * 1965), österreichischer Maler
- Rudolf Vogel (Fußballspieler) (* 1976), österreichischer Fußballspieler
- Rudolf Augustin Vogel (1724–1774), deutscher Mediziner
- Rudolph Vogel (Politiker) (1847–1923), deutscher Arzt, Lehrer, Unternehmer und Politiker
- Ruedi Vogel (* 1947), Schweizer Boxer

### S
- Sabine Vogel (* 1971), deutsche Flötistin
- Sabine B. Vogel (* 1961), deutsche Kunstkritikerin und Kuratorin
- Sammy Vogel (1902–1971), US-amerikanischer Boxer
- Samuel Gottlieb Vogel (1750–1837), deutscher Arzt
- Sarah Vogel (Politikerin) (* 1946), US-amerikanische Politikerin, Rechtsanwältin und Autorin
- Sarah Vogel (Leichtathletin) (* 2002), deutsche Leichtathletin
- Sarah Catherine Darwin Vogel (* 1964), britische Botanikerin; siehe Sarah Darwin
- Sebastian Vogel (Übersetzer) (* 1955), deutscher Übersetzer
- Sebastian Vogel (Musiker) (* 1971), deutscher Musiker und Performer
- Sebastian Vogel (Schlagzeuger) (* 1972), deutscher Schlagzeuger, Mitglied von Kante (Band)
- Sebastian Vogel (Staatssekretär) (* 1979), deutscher politischer Beamter (SPD)
- Sigfrido Vogel (* 1912; † unbekannt), argentinischer Sportschütze
- Siegfried Vogel (Sänger) (* 1937), deutscher Sänger (Bass)
- Siegfried Vogel (Mediziner) (1944–2019), deutscher Neurochirurg und Hochschullehrer
- Silvia Vogel (* 1951), deutsche Mathematikerin und Hochschullehrerin
- Soma Vogel (* 1997), ungarischer Wasserballspieler
- Stefan Vogel (Agrarsoziologe) (* 1957), österreichischer Agrarsoziologe, Agrarökonom und Hochschullehrer
- Stefan Vogel (Botaniker) (1925–2015), deutscher Botaniker
- Steffen Vogel (* 1974), deutscher Rechtsanwalt und Politiker (CSU)
- Stephan Vogel, deutscher Journalist
- Susanne Vogel (Bassistin) (* 1967), deutsche Bassistin
- Susanne Vogel (Schauspielerin) (* 1971), deutsche Schauspielerin
- Sydne Vogel (* 1979), deutsch-US-amerikanische Eiskunstläuferin

### T
- Tabea Vogel (* 1979), Schweizer Musikerin
- Ted Vogel (1925–2019), US-amerikanischer Leichtathlet
- Theodor Vogel (Philologe) (1836–1912), deutscher Philologe und Beamter
- Theodor Vogel (Theologe) (1838–1925), deutscher Reformer des Realgymnasiums
- Theodor Vogel (Freimaurer) (1901–1977), deutscher Unternehmer, Schriftsteller und Freimaurer
- Thomas Vogel (Schriftsteller) (1947–2017), deutscher Schriftsteller und Journalist
- Thomas Vogel (Erziehungswissenschaftler) (* 1959), deutscher Erziehungswissenschaftler
- Thomas Vogel (Journalist) (* 1959), Schweizer Publizist und Journalist
- Thomas Vogel (Historiker) (* 1959), deutscher Offizier (Oberstleutnant) und Militärhistoriker
- Thomas Vogel (Musiker) (* 1964), deutscher Trompeter
- Thomas Vogel (Fußballspieler, 1965) (* 1965), deutscher Fußballspieler
- Thomas Vogel (Fußballspieler, 1967) (* 1967), deutscher Fußballspieler
- Thomas Vogel (Politiker) (* 1972), Schweizer Politiker (FDP)
- Thomas Vogel (Mathematiker) (* 1974), deutscher Mathematiker und Hochschullehrer
- Tjitze Vogel (* 1958), niederländischer Jazz-Bassist
- Tobias Vogel (* 1964), deutscher Fußballspieler
- Traugott Vogel (1894–1975), Schweizer Schriftsteller
- Turia Vogel (* 1969), Windsurferin von den Cookinseln

### U
- Udo Vogel (Bauingenieur) (1933–2015), deutscher Bauingenieur und Hochschullehrer
- Udo Vogel (Polizist) (* 1964),  deutscher Polizist und Präsident des Polizeipräsidiums Reutlingen
- Ulrich Vogel (Dirigent) (* 1962), deutscher Dirigent, Pianist und Hochschullehrer
- Ulrich Vogel (Mediziner) (1964–2022), deutscher Mediziner, Mikrobiologe und Hochschullehrer
- Ursula Vogel (1922–2006), deutsche Synchronsprecherin und Schauspielerin
- Ursula Vogel-Weidemann (1930–1997), deutsch-südafrikanische Historikerin
- Ursula Vogel (Literaturwissenschaftlerin) (* 1955), deutsche Literaturwissenschaftlerin
- Uwe Vogel (1915–2000), deutscher Generalleutnant

### V
- Vic Vogel (1935–2019), kanadischer Jazzpianist, Arrangeur und Bandleader
- Viola Vogel (* 1959), deutsche Biophysikerin und Hochschullehrerin
- Volkmar Vogel (* 1959), deutscher Politiker (CDU)

### W
- Walter Vogel (Maler) (1899–1994), Schweizer Maler, Zeichner und Graphiker
- Walter Vogel (Politiker), deutscher Politiker (LDPD), MdL Sachsen
- Walter Vogel (Archivar) (1909–2005), deutscher Archivar
- Walter Vogel (Manager) (1911–nach 1971), deutscher Jurist und Tourismusmanager
- Walter Vogel (Entomologe) (1923–1990), Schweizer Entomologe
- Walter Vogel (Mathematiker) (1923–2017), deutscher Mathematiker und Statistiker
- Walter Vogel (Rennfahrer), deutscher Motorradrennfahrer
- Walter Vogel (Fotograf) (* 1932), deutscher Fotograf
- Walter Vogel (Unternehmer) (* 1945), brasilianisch-schweizerischer Unternehmer
- Walter Vogel (Theologe) (* 1967), österreichischer Theologe, Pädagoge und Autor
- Walther Vogel (1880–1938), deutscher Historiker
- Werner Vogel (Maler, 1889) (1889–1957), deutscher Maler und Grafiker
- Werner Vogel (Landrat) (1902–nach 1941), deutscher Jurist und Landrat
- Werner Vogel (Politiker) (1907–1992), deutscher Politiker (Die Grünen)
- Werner Vogel (Chemiker) (1925–2018), deutscher Chemiker
- Werner Vogel (Archivar) (1930–2016), deutscher Archivar und Historiker
- Werner Vogel (Biologe) (* 1938), deutscher Humanbiologe und Hochschullehrer
- Werner Vogel (Maler, 1938) (* 1938), deutscher Maler
- Werner Vogel (Maler, 1940) (* 1940), Schweizer Maler und Grafiker
- Werner Vogel (Kartograf) (1942–2022), deutscher Kartograf
- Werner Vogel (Skilangläufer) (* 1948), österreichischer Skilangläufer
- Werner Vogel (Physiker) (* 1952), deutscher Physiker und Hochschullehrer
- Wilhelm Vogel (Schauspieler) (1772–1843), deutscher Schauspieler, Dramatiker und Schriftsteller
- Wilhelm Vogel (Journalist) (1885–1939), deutscher Wirtschaftsjournalist
- Wilhelm Vogel (Widerstandskämpfer) (auch Willy Vogel; 1898–1989), deutscher Widerstandskämpfer
- Wilhelm Traugott Vogel (1813–1878), deutscher Architekt
- Willem Vogel (1920–2010), niederländischer Musiker und Komponist
- Willi Vogel (Maler) (1909–1987), deutscher Maler
- Willi Vogel (Verleger) (1910–1989), deutscher Politiker (SPD) und Verlagsleiter
- Wilfried Vogel (* 1937), deutscher Fußballspieler
- Winfried Vogel (1937–2022), deutscher Brigadegeneral und Publizist
- Wladimir Pawlowitsch Vogel (1902–1929), russischer Schauspieler
- Wladimir Rudolfowitsch Vogel (1896–1984), russisch-schweizerischer Komponist
- Wolfgang Vogel (Rechtsanwalt) (1925–2008), deutscher Rechtsanwalt und Unterhändler der DDR
- Wolfgang Vogel (Mathematiker) (1940–1996), deutscher Mathematiker
- Wolfgang Vogel (Politiker) (1950–2017), deutscher Politiker (SPD), MdL Bayern
- Wolfgang Vogel (Produzent), deutscher Dokumentarfilmproduzent
- Wolfgang Berger-Vogel (* 1941), österreichischer Controller und Verbandsfunktionär
- Wolfram Morath-Vogel (* 1956), deutscher Kunsthistoriker

### Z
- Zacharias Vogel (1593–1656), deutscher evangelisch-lutherischer Pastor und Generalsuperintendent, siehe Zacharias Vogelius
- Zacharias Vogel (1708–1772), deutscher Arzt
- Zygmunt Vogel (1764–1826), polnischer Maler, Zeichner und Pädagoge